# Коптефф, Петер
Петер Коптефф (фин. Peter Kopteff; род. 10 апреля 1979[…], Хельсинки) — финский футболист, игравший на позиции левого вингера.

## Клубная карьера
Коптефф начал свою профессиональную карьеру в команде ХИК. Но уже в самом начале был отдан в аренду клубу «Джаз». В 2001 году перешёл в норвежский «Викинг», где сыграл более 100 матчей. В декабре 2005 подписал контракт с английским клубом «Сток Сити», но сыграл за него только 9 матчей. Через год Коптефф оказался в составе нидерландского «Утрехта». 31 августа 2008 подписал краткосрочный контракт с норвежским «Олесунном» до конца сезона 2008. Позже он был продлён еще на сезон 2009, в конце которого Коптефф завершил карьеру футболиста.

### Клубная статистика
| Клуб          | Сезон      | Лига         | Лига  | Лига | Кубок | Кубок | Кубок лиги | Кубок лиги | Итог  | Итог |
| Клуб          | Сезон      | Дивизион     | Матчи | Голы | Матчи | Голы  | Матчи      | Голы       | Матчи | Голы |
| ------------- | ---------- | ------------ | ----- | ---- | ----- | ----- | ---------- | ---------- | ----- | ---- |
| ХИК           | 1997       | Вейккауслига | 4     | 1    | —     | —     | —          | —          | 4     | 1    |
| ХИК           | 1998       | Вейккауслига | 6     | 0    | —     | —     | —          | —          | 6     | 0    |
| ХИК           | 1999       | Вейккауслига | 10    | 0    | —     | —     | —          | —          | 10    | 0    |
| ХИК           | 2000       | Вейккауслига | 17    | 1    | —     | —     | —          | —          | 17    | 1    |
| ХИК           | 2001       | Вейккауслига | 29    | 2    | —     | —     | —          | —          | 29    | 2    |
| ХИК           | Итог       | Итог         | 66    | 4    | —     | —     | —          | —          | 66    | 4    |
| Джаз (аренда) | 1999       | Вейккауслига | 10    | 1    | —     | —     | —          | —          | 10    | 1    |
| Викинг        | 2002       | Типпелига    | 25    | 3    | —     | —     | —          | —          | 25    | 3    |
| Викинг        | 2003       | Типпелига    | 26    | 3    | —     | —     | —          | —          | 26    | 3    |
| Викинг        | 2004       | Типпелига    | 24    | 3    | —     | —     | —          | —          | 24    | 3    |
| Викинг        | 2005       | Типпелига    | 26    | 3    | —     | —     | —          | —          | 26    | 3    |
| Викинг        | Итог       | Итог         | 101   | 12   | —     | —     | —          | —          | 101   | 12   |
| Сток Сити     | 2005/06    | Чемпионшип   | 6     | 0    | 3     | 0     | 0          | 0          | 9     | 0    |
| Утрехт        | 2006/07    | Эредивизи    | 30    | 4    | —     | —     | —          | —          | 30    | 4    |
| Утрехт        | 2007/08    | Эредивизи    | 3     | 0    | —     | —     | —          | —          | 3     | 0    |
| Утрехт        | Bnju       | Bnju         | 33    | 4    | —     | —     | —          | —          | 33    | 4    |
| Олесунн       | 2008       | Типпелига    | 6     | 1    | —     | —     | —          | —          | 6     | 1    |
| Олесунн       | 2009       | Типпелига    | 12    | 3    | —     | —     | —          | —          | 12    | 3    |
| Олесунн       | Итог       | Итог         | 18    | 4    | —     | —     | —          | —          | 18    | 4    |
| Общий итог    | Общий итог | Общий итог   | 234   | 25   | 3     | 0     | 0          | 0          | 237   | 25   |

## Международная карьера
Дебют за национальную сборную Финляндии состоялся 4 января 2002 года в матче международного турнира в Бахрейне против хозяев. Всего за сборную Коптефф сыграл 39 матчей и забил 1 гол.

### Гол за сборную
| Дата           | Место            | Соперник | Счёт | Результат | Турнир            |
| -------------- | ---------------- | -------- | ---- | --------- | ----------------- |
| 7 февраля 2004 | Шэньчжэнь, Китай | Китай    | 1-1  | 2-1       | Товарищеский матч |